# Симптом очков

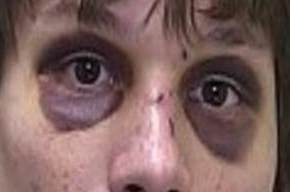
Двусторонние периорбитальные экхимозы, «симптом очков»

Симптом очков (также известен как глаза енота, травматические очки) — кровоподтеки вокруг глаз.

## В офтальмологии
Двустороннее симметричное диффузное пропитывание подкожной клетчатки век кровью, сопровождаемое отёком, создающее впечатление темных стёкол очков ввиду чётко очерченных краёв пропитывания, как правило следствие перелома костей черепа (лица или основания), также бывает при травме области переносицы, лба, надбровных дуг.

## В дерматологии
При дерматомиозите:
Поражение кожи полиморфно: преобладают явления эритемы и отека, преимущественно на открытых частях тела; при хроническом течении выявляются телеангиэктазии, очаги пигментации, депигментации и атрофии (пойкилодерматомиозит). Характерны своеобразный лиловый гелиотропный параорбитальный отек и эритема в этой области — симптом очков, а также эритема над пястно-фаланговыми суставами (синдром Готтрона).

## В инфектологии
Один из симптомов инфекции желудочно-кишечного тракта (например холера).